# Pauline Chan

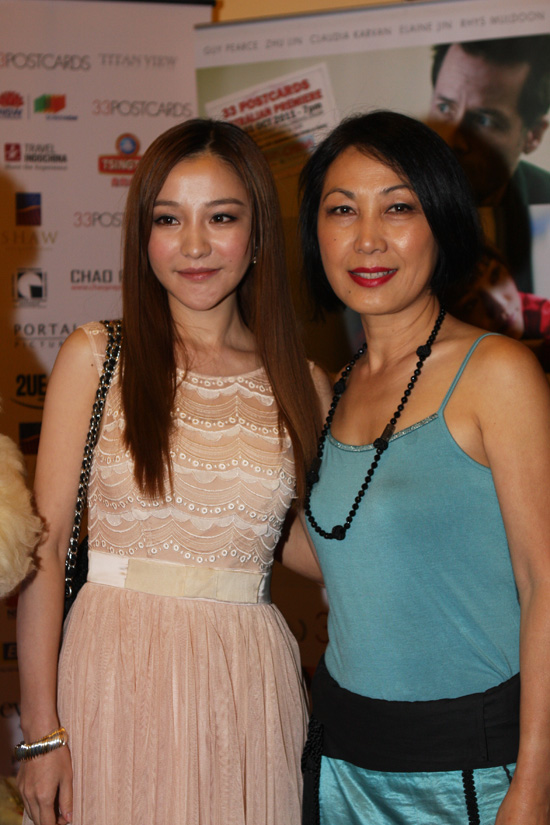
Zhu Lin und Pauline Chan (R) (2011)

Pauline Chan (* 1956 in Vietnam) ist eine australische Schauspielerin, Regisseurin und Produzentin.

## Leben und Wirken
Die 1956 in Vietnam geborene chinesischstämmige Pauline Chan verließ mit 16 Jahren gegen Ende des Vietnamkrieges ihr Heimatland in Richtung Hongkong. Hier besuchte sie die Highschool, nahm Schauspielunterricht an einer Drama School und spielte danach in Hongkongfilmen mit. Später nahm Pauline Chan in den USA ein Filmstudium an der University of California in Los Angeles auf und zog 1980 nach Sydney. Ihr Debüt als australische Schauspielerin gab Pauline Chan 1987 in der von George Miller produzierten australischen TV-Serie Vietnam. In der 1989 gedrehten Miniserie Bangkok Hilton, einer weiteren George-Miller-Produktion, spielte sie eine hübsche und korrupte thailändische Gefängniswärterin und wurde damit auch im deutschsprachigen Raum bekannt. Von ihren Regiearbeiten ist der 1996 entstandene Film Eine Frau schlägt zurück in Deutschland am bekanntesten.

## Filmografie

### Schauspielerin

#### Filme und Fernsehfilme
- 1989 Cassidy
- 1992 The Girl from Tomorrow
- 1996 Eine Frau schlägt zurück (Little White Lies)
- 1997 Weg in die Hölle (Paradise Road)
- 1998 The Sugar Factory
- 2001 Sword of Honour – Im Dienst der Krone (Sword of Honour)

#### Fernsehserien
- 1987 Vietnam (Vietnam)
- 1989 Die fliegenden Ärzte (The Flying Doctors)
- 1989 Simon Templar – Tod im Vergnügungspark (Simon Templar - Fear in Fun Park)
- 1989 Bangkok Hilton (Bangkok Hilton)
- 1991 G.P.

### Regiearbeiten
- 1989 The Space Between the Door and the Floor
- 1991 Dusty Hearts
- 1994 Dschungel der Gefühle (Traps) (auch Drehbuch)
- 1996 Eine Frau schlägt zurück (Little White Lies)
- 2011 33 postcards (auch Drehbuch)

### Produzentin
- 2006 Ultraviolet (Ultraviolet)
- 2009 The Last Dragon – Search for the Last Pearl
- 2011 33 postcards

## Auszeichnungen
- Torino Film Festival: 1991 Auszeichnung mit dem Special Mention Award in der Kategorie Kurzfilm für Dusty Hearts